# Луговой (Тамалинский район)
Лугово́й — посёлок Ульяновского сельсовета Тамалинского района Пензенской области

## География
Посёлок расположен на северо-западе Тамалинского района, на левом берегу реки Сюверни, расстояние до центра сельсовета села Ульяновка — 5 км, расстояние до районного центра пгт. Тамала — 20 км.

## История
По исследованиям историка — краеведа Полубоярова М. С., в 1955 году посёлок относился к Липовскому сельсовету Белинского района, в 1966 году передан в Тамалинский район. До 2010 года — входил в Каменский сельсовет. Согласно Закону Пензенской области № 1992-ЗПО от 22 декабря 2010 года Каменский сельсовет упразднён, посёлок передан в Ульяновский сельский совет.
В 50-х годах XX века располагалась бригада колхоза «Путь Ленина».

## Численность населения
| 2004 | 2010 |
| ---- | ---- |
| 34   | ↘19  |

| год                | 1930 | 1951 | 1959 | 1979 | 1989 | 1996 | 2004 |
| ------------------ | ---- | ---- | ---- | ---- | ---- | ---- | ---- |
| количество жителей | 309  | 105  | 63   | 42   | 37   | 28   | 34   |

## Улицы
- Заречная.